# Katrina Krimsky
Katrina Krimsky, eigentlich Margaret Krimsky Siegmann (* 5. März 1938 in St. Simons Island, Georgia) ist eine amerikanische Pianistin der neuen und Improvisationsmusik und Komponistin.

## Leben und Wirken
Katrina Krimsky stammt aus einer russischen Familie und erhielt zunächst von ihrer Mutter Klavierunterricht. Auf der Eastman School of Music studierte sie bei Cécile Staub Genhart und schloss 1959 mit dem Bachelor ab. Anschließend lehrte sie an der Pianoabteilung der American University und konzertierte mit dem Ars Nova Trio, aber auch als Solistin. Mitte der 1960er ging sie nach Köln, wo sie mit Karlheinz Stockhausen, Henri Pousseur und Luc Ferrari arbeitete und in Konzerten die zeitgenössische Klaviermusik vorstellte. 1967 erhielt sie eine Anstellung beim Center of the Creative and Performing Arts Ensemble in Buffalo. Sie war an der Erst-Einspielung von Terry Rileys In C beteiligt und gehörte (wie auch ihr damaliger Mann Jon Hassell) zu La Monte Youngs Eternal Dream House Ensemble.
1972 wurde sie Hochschullehrerin am Mills College und etablierte sich in San Francisco als Pianistin und Improvisatorin, spielte aber auch mit Woody Shaw und mit Bobby Hutcherson im Keystone Korner. In Europa trat sie mit Peter Kowald auf und nahm mit Trevor Watts das Album Stella Malu für ECM auf. Weiterhin veröffentlichte sie mehrere Platten mit Klaviermusik von Heitor Villa-Lobos und Samuel Barber. Ihre eigenen Kompositionen für Solopiano veröffentlichte Irmin Schmidt auf dem Spoon-Label. Sie gründete ein eigenes Ensemble, mit dem sie nicht nur ihre eigenen Kompositionen aufführt, sondern auch Rileys A Rainbow in Curved Air. Ihr wurden Werke von Martin Bartlett, D’Arcy Reynolds, Max Lifchitz und David Rosenboom zugedacht.
Krimsky lebt in San Francisco und in Zürich.

## Diskographische Hinweise
- Four Moons (1992, mit Krishna Bhatt u. a.)
- Time Over Time (2007)